# 藤原真従
藤原 真従（ふじわら の まより）は、奈良時代の貴族。藤原南家、藤原仲麻呂の長男。官位は従五位下・中務少輔。

## 経歴
天平21年（749年）従五位下に昇叙し、中務少輔に任ぜられた。その後、仲麻呂一族が栄華を極める一方で『六国史』に真従に関する記事はなく、間もなく早世か。
真従の妻であった粟田諸姉は藤原仲麻呂の思惑により大炊王（のち淳仁天皇）と再婚。大炊王は仲麻呂の私邸に住むなど、仲麻呂と深く結びつく。その後、天平勝宝9歳（757年）４月、仲麻呂は大炊王を皇嗣として擁立し、権力を握ることになる。

## 官歴
『続日本紀』による。
- 時期不詳：正六位下
- 天平21年（749年） 4月1日：従五位下。8月10日：中務少輔

## 系譜
『尊卑分脈』による。
- 父：藤原仲麻呂
- 母：藤原宇比良古（藤原房前女）
- 妻：粟田諸姉 - のち淳仁天皇妃
- 生母不詳の子女
  - 女子：藤原広河（藤原巨勢麻呂子）室